# Phytomia erratica
Phytomia erratica är en tvåvingeart som först beskrevs av Mario Bezzi 1912.  Phytomia erratica ingår i släktet Phytomia och familjen blomflugor. Inga underarter finns listade i Catalogue of Life.